# Quận Doddridge, West Virginia

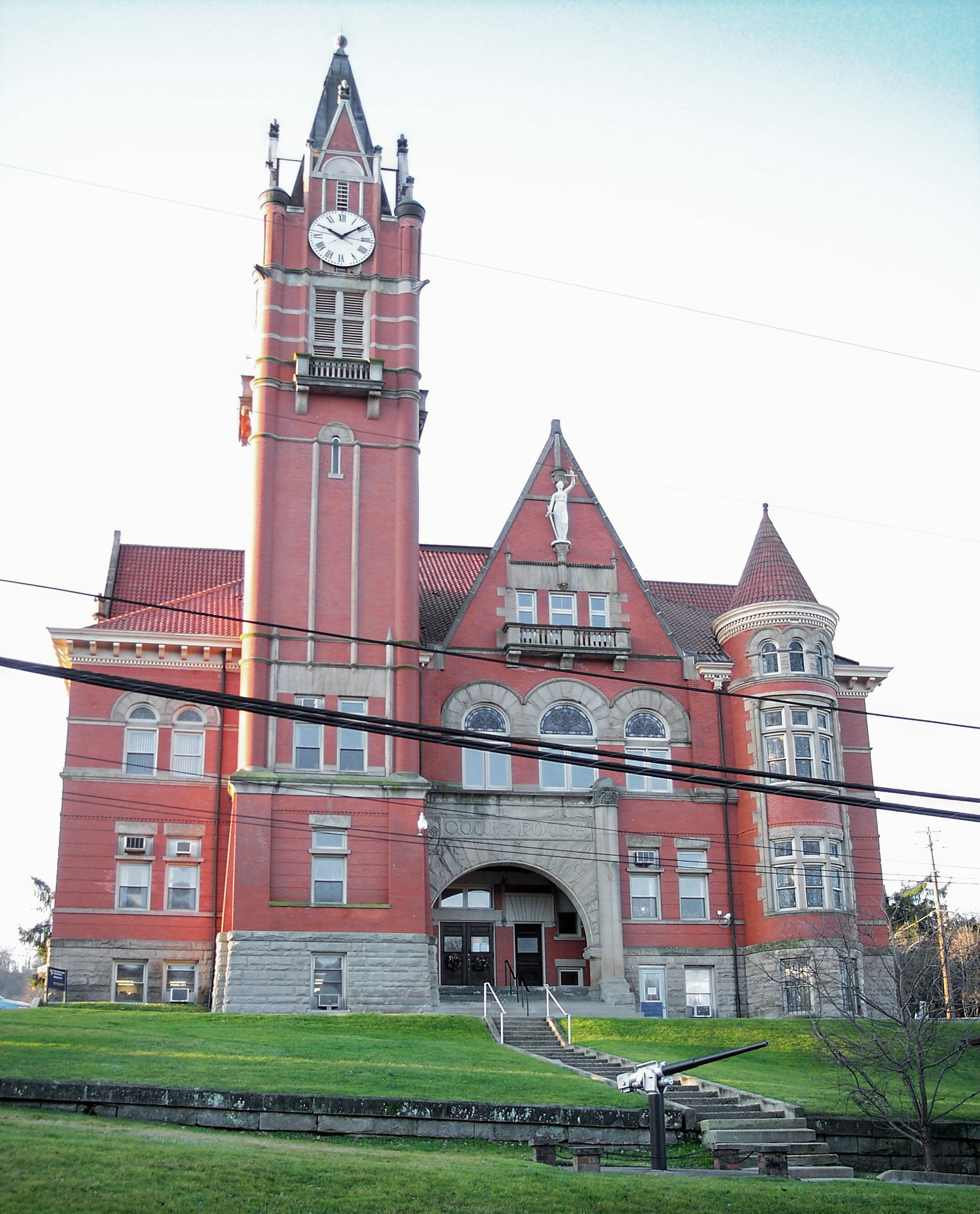
Tòa án quận Doddridge ở West Union

Quận Doddridge là một quận thuộc tiểu bang West Virginia, Hoa Kỳ. Theo điều tra dân số năm 2000 của Cục điều tra dân số Hoa Kỳ, quận có dân số 7403 người 2. Quận lỵ đóng ở West Union 6.

## Địa lý
Theo Cục điều tra dân số Hoa Kỳ, quận có tổng diện tích km2, trong đó có km2 là diện tích mặt nước.

### Xa lộ
- U.S. Highway 50
- West Virginia Route 18
- West Virginia Route 23

### Quận giáp ranh
- Quận Wetzel (bắc)
- Quận Harrison (đông)
- Quận Lewis (đông nam)
- Quận Gilmer (nam)
- Quận Ritchie (tây)
- Quận Tyler (tây bắc)

## Thông tin nhân khẩu
Theo điều tra dân số 2 năm 2000, quận đã có dân số 7.403 người, 2.845 hộ gia đình, và 2.102 gia đình sống trong quận hạt. Mật độ dân số là 23 người trên một dặm vuông (9/kmТВ). Có 3.661 đơn vị nhà ở với mật độ trung bình là 11 trên một dặm vuông (4/kmТВ). Cơ cấu dân tộc của cư dân sinh sống ở quận này bao gồm 98,31% người da trắng, 0,27% da đen hay Mỹ gốc Phi, 0,31% người Mỹ bản xứ, 0,15% ở châu Á, 0,14% từ các chủng tộc khác, và 0,82% từ hai hoặc nhiều chủng tộc. 0,57% dân số là người Hispanic hay Latino thuộc một chủng tộc nào.
Có 2.845 hộ, trong đó 32,50% có trẻ em dưới 18 tuổi sống chung với họ, 59,30% là đôi vợ chồng sống với nhau, 10,30% có nữ hộ và không có chồng, và 26,10% là không lập gia đình. 22,50% hộ gia đình đã được tạo ra từ các cá nhân và 10,90% có người sống một mình 65 tuổi hoặc cao tuổi hơn. Cỡ hộ trung bình là 2,56 và cỡ gia đình trung bình là 2,98.
Trong quận, dân số đã được trải ra với 25,00% dưới độ tuổi 18, 8,40% 18-24, 26,60% 25-44, 25,10% từ 45 đến 64, và 14,80% từ 65 tuổi trở lên đã được những người. Độ tuổi trung bình là 39 năm. Đối với mỗi 100 nữ có 101,90 nam giới. Đối với mỗi 100 nữ 18 tuổi trở lên, đã có 98,10 nam giới.
Thu nhập trung bình cho một hộ gia đình trong đã đạt mức USD 26.744, và thu nhập trung bình cho một gia đình là USD 30.502. Phái nam có thu nhập trung bình USD 26.902 so với 20.250 USD của phái nữ. Thu nhập bình quân đầu người là 13.507 USD. Có 15,30% gia đình và 19,80% dân số sống dưới mức nghèo khổ, bao gồm 23,00% những người dưới 18 tuổi và 13,60% của những người 65 tuổi hoặc hơn. 